# Гајсин
Гајсин (укр. Гайсин) град је Украјини у Виничкој области. Према процени из 2012. у граду је живело 25.727 становника.

## Становништво
Према процени, у граду је 2024. живело 23.027 становника.
| 1979.  | 1989.  | 2001.  | 2012.  |
| ------ | ------ | ------ | ------ |
| 24.470 | 25.766 | 25.640 | 25.727 |